# زولیفیای من کجایی؟
زولیفیای من کجایی؟ (ازبکی: Yor-yor, Ёр-ёр) یک کمدی ازبکی محصول سال ۱۹۶۴ به تهیه کنندگی علی همرایف است. این فیلم یکی از بهترین کمدی‌های ازبکی محسوب می‌شود و به آن لقب «کمدی ملی» داده‌اند.